# Curling-Weltmeisterschaft der Herren 2014
Die Curling-Weltmeisterschaft der Herren 2014 (offiziell World Men’s Curling Championship 2014) fand im Curling vom 29. März bis 6. April 2014 im Hauptstadt-Hallenstadion in Peking, Volksrepublik China statt.

## Qualifikation
- Volksrepublik China (Ausrichtende Nation)
- Top zwei Teams aus Amerika
- Kanada
- Vereinigte Staaten
- Top acht Teams der Curling-Europameisterschaft 2013
  -  Schweiz (Europameister)
  -  Norwegen (Vize-Europameister)
  -  Schweden
  -  Tschechien
  -  Schottland
  -  Dänemark
  -  Russland
  -  Finnland
- Ein Team der Curling-Pazifik-Meisterschaft 2013
  -  Japan

## Teilnehmer
| Kanada | Volksrepublik China | Tschechien |
| --- | --- | --- |
| Glencoe CC, Calgary Skip: Kevin Koe Third: Pat Simmons Second: Carter Rycroft Lead: Nolan Thiessen Ersatz: Jamie King                  | Harbin CC, Harbin Skip: Liu Rui Third: Xu Xiaoming Second: Ba Dexin Lead: Zang Jialiang Ersatz: Zou Dejia                            | Brno CK, Brno Skip: Jiří Snítil Third: Martin Snítil Second: Jindřich Kitzberger Lead: Jakub Bareš Ersatz: Marek Vydra   |
| Dänemark | Deutschland | Japan |
| Hvidovre CC, Hvidovre Skip: Rasmus Stjerne Third: Johnny Frederiksen Second: Lars Vilandt Lead: Troels Harry Ersatz: Oliver Dupont     | CC Hamburg, Hamburg Skip: John Jahr Fourth: Felix Schulze Second: Christopher Bartsch Lead: Sven Goldemann Ersatz: Peter Rickmers    | Karuizawa CC, Karuizawa Skip: Yūsuke Morozumi Third: Tsuyoshi Yamaguchi Second: Tetsurō Shimizu Lead: Kōsuke Morozumi    |
| Norwegen | Russland | Schottland |
| Snarøen CC, Oslo Skip: Thomas Ulsrud Third: Thomas Nergård Second: Christoffer Svae Lead: Håvard Petersson Ersatz: Markus Høiberg      | Moskvitch CC, Moskau Skip: Evgeniy Arkhipov Fourth: Alexei Stukalski Third: Sergey Glukhov Lead: Petr Dron Ersatz: Alexander Kozyrev | Citadel CC, Inverness Skip: Ewan MacDonald Third: Duncan Fernie Second: Dave Reid Lead: Euan Byers Ersatz: Glen Muirhead |
| Schweden | Schweiz | Vereinigte Staaten |
| Lits CC, Lit Skip: Oskar Eriksson Third: Kristian Lindström Second: Markus Eriksson Lead: Christoffer Sundgren Ersatz Gustav Eskilsson | CC Genève, Genf Skip: Peter de Cruz Fourth: Benoît Schwarz Third: Dominik Märki Lead: Valentin Tanner Ersatz: Claudio Pätz           | Bemidji CC, Bemidji Skip: Pete Fenson Third: Shawn Rojeski Second: Joe Polo Lead: Ryan Brunt Ersatz: Jared Zezel         |

## Spielplan / Ergebnisse

### Endergebnis Round Robin
| Platz | Team                | Spiele | Siege | Ndlg. |
| ----- | ------------------- | ------ | ----- | ----- |
| 1.    | Norwegen            | 11     | 10    | 1     |
| 2.    | Kanada              | 11     | 8     | 3     |
| 3.    | Schweiz             | 11     | 7     | 4     |
| 4.    | Schweden            | 11     | 7     | 4     |
| 5.    | Japan               | 11     | 7     | 4     |
| 6.    | Volksrepublik China | 11     | 6     | 5     |
| 7.    | Tschechien          | 11     | 6     | 5     |
| 8.    | Deutschland         | 11     | 5     | 6     |
| 9.    | Schottland          | 11     | 3     | 8     |
| 10.   | Vereinigte Staaten  | 11     | 3     | 8     |
| 11.   | Russland            | 11     | 2     | 9     |
| 12.   | Dänemark            | 11     | 2     | 9     |

## Tiebreaker
Freitag, 4. April 2013, 9:00
| Team     |    | 1 | 2 | 3 | 4 | 5 | 6 | 7 | 8 | 9 | 10 | Gesamt |
| -------- | -- | - | - | - | - | - | - | - | - | - | -- | ------ |
| Schweden | 🔨 | 2 | 0 | 1 | 0 | 2 | 0 | 3 | 0 | 0 | 0  | 8      |
| Japan    |    | 0 | 2 | 0 | 1 | 0 | 1 | 0 | 1 | 1 | 1  | 7      |

## Endrunde

### 1 vs. 2
Samstag, 5. April 2013, 11:00
| Team     |    | 1 | 2 | 3 | 4 | 5 | 6 | 7 | 8 | 9 | 10 | Gesamt |
| -------- | -- | - | - | - | - | - | - | - | - | - | -- | ------ |
| Norwegen | 🔨 | 1 | 0 | 0 | 0 | 0 | 0 | 1 | 0 | 0 | 1  | 3      |
| Kanada   |    | 0 | 0 | 0 | 1 | 0 | 0 | 0 | 0 | 1 | 0  | 2      |

### 3 vs. 4
Freitag, 4. April 2013, 19:00
| Team     |    | 1 | 2 | 3 | 4 | 5 | 6 | 7 | 8 | 9 | 10 | Gesamt |
| -------- | -- | - | - | - | - | - | - | - | - | - | -- | ------ |
| Schweiz  | 🔨 | 1 | 0 | 0 | 0 | 0 | 0 | 1 | 0 | 0 | X  | 2      |
| Schweden |    | 0 | 2 | 0 | 2 | 0 | 0 | 0 | 0 | 1 | X  | 5      |

### Halbfinale
Samstag, 5. April 2013, 16:00
| Team     |    | 1 | 2 | 3 | 4 | 5 | 6 | 7 | 8 | 9 | 10 | Gesamt |
| -------- | -- | - | - | - | - | - | - | - | - | - | -- | ------ |
| Kanada   | 🔨 | 2 | 0 | 1 | 0 | 1 | 0 | 2 | 1 | 0 | 1  | 8      |
| Schweden |    | 0 | 4 | 0 | 1 | 0 | 3 | 0 | 0 | 2 | 0  | 10     |

### Bronze-Medaille
Sonntag, 7. April 2013, 11:00
| Team    |    | 1 | 2 | 3 | 4 | 5 | 6 | 7 | 8 | 9 | 10 | Gesamt |
| ------- | -- | - | - | - | - | - | - | - | - | - | -- | ------ |
| Kanada  | 🔨 | 0 | 0 | 2 | 0 | 1 | 0 | 0 | 1 | 0 | 1  | 5      |
| Schweiz |    | 1 | 1 | 0 | 1 | 0 | 2 | 0 | 0 | 2 | 0  | 7      |

### Finale
Sonntag, 7. April 2013, 16:00
| Team     |    | 1 | 2 | 3 | 4 | 5 | 6 | 7 | 8 | 9 | 10 | Gesamt |
| -------- | -- | - | - | - | - | - | - | - | - | - | -- | ------ |
| Norwegen | 🔨 | 1 | 1 | 2 | 1 | 0 | 1 | 0 | 2 | X | X  | 8      |
| Schweden |    | 0 | 0 | 0 | 0 | 1 | 0 | 2 | 0 | X | X  | 3      |